# Didichevi
Didichevi (georgiska: დიდიხევი) är ett vattendrag i Georgien. Det ligger i den östra delen av landet, i regionen Kachetien. Didichevi mynnar som vänsterbiflod i Pirikiti Alazani.